# Волинка
Волинка — река в России, протекает в Переславском районе Ярославской области и Калязинском районе Тверской области. Исток реки находится у урочища Овчинники; устье — в 26 км по левому берегу реки Сабля (приток Нерли Волжской) от её устья. Длина реки составляет 11 км. Крупнейший приток — Березовка (слева). В верховьях реки находятся деревни Новое Волино, Старое Волино и Кудрино.

## Данные водного реестра
По данным государственного водного реестра России относится к Верхневолжскому бассейновому округу, водохозяйственный участок реки — Волга от Иваньковского гидроузла до Угличского гидроузла (Угличское водохранилище), речной подбассейн реки — бассейны притоков (Верхней) Волги до Рыбинского водохранилища. Речной бассейн реки — (Верхняя) Волга до Куйбышевского водохранилища (без бассейна Оки).
Код объекта в государственном водном реестре — 08010100812110000004216.